# Entractes du Concours Eurovision de la chanson
Le Concours Eurovision de la chanson est un évènement annuel organisé par l’UER, l’Union européenne de radio-télévision. Il réunit les membres de l’Union dans le cadre d’une compétition musicale, diffusée en direct et en simultané par tous les pays participants. Depuis 1956, le concours (appelé plus communément Eurovision) s’est tenu chaque année, sans aucune interruption.
Le règlement actuel du concours impose trois séquences successives : la présentation des chansons en compétition, le vote et la proclamation des vainqueurs (qui, lors de la finale, se conclut par la reprise de la chanson gagnante). Le déroulement des soirées suit donc une trame relativement fixe, pérénisée au fur et à mesure des éditions. Une quatrième séquence s'est progressivement imposée : l'entracte, qui, placé entre la présentation des chansons et le vote, permet le décompte des points attribués.

## Historique

### 1956-1959
Dès la première édition du concours, en 1956, il fut décidé qu'un entracte prendrait place après la présentation des chansons. Il permit au jury, présent en coulisse, de délibérer sur le nom du vainqueur. Ce premier entracte de l'histoire du concours fut fourni par deux groupes : les Trois Ménestrels et les Joyeux Rossignols. Ces derniers sifflèrent plusieurs compositions instrumentales. À la suite d'un retard dans la procédure de vote, l'entracte dut être prolongé.
En 1957, il n'y eut aucun entracte, les jurys nationaux ayant attribué leurs votes durant la présentation des chansons. Ce fait ne se reproduisit qu'à deux autres reprises : en 1959 et 1960. À partir de 1961, toutes les éditions du concours comportèrent un entracte.
En 1958, ce fut la seule et unique fois qu'il y eut deux entractes : le premier, entre la cinquième et la sixième chanson, et le second, avant le vote. Tous deux consistèrent en un programme musical interprété par le Metropole Orkest, sous la direction de Dolf van der Linden. Fut notamment joué Cielito Lindo.

### 1960-1969
En 1961, pour la toute première fois, l'entracte consista en un ballet. Il s'agit d'un ballet classique intitulé « Rencontre à Cannes », interprété par Tessa Beaumont et Max Bozzoni, danseurs étoiles de l'Opéra de Paris.
En 1962, l'entracte fut un numéro du clown Achille Zavatta. Celui-ci fit une entrée impromptue, en trébuchant et s'étalant de tout son long sur la scène. Il se présenta ensuite comme le dix-septième candidat, représentant le Zavattaland. Son numéro de pantomime se déroula avec l'aide de l'orchestre et la complicité de la présentatrice, Mireille Delannoy. Après avoir joué de plusieurs instruments, Zavatta finit par se coincer les doigts dans une trompette. Deux faux agents de la sécurité surgirent alors des coulisses et l'emportèrent de force, sous les applaudissements du public.
En 1963, l'entracte fut un numéro d'acrobaties interprété par le couple suédois Ola et Barbro. Barbro effectua quelques figures d'équilibrisme, sur le guidon d'un vélo conduit par Ola. Ce dernier accomplit ensuite d'autres acrobaties, seul, sur le même vélo. Tous deux conclurent par des figures en duo.
En 1964, l'entracte fut un ballet classique, intitulé Harlequinade. Il mettait en scène les amours d'Arlequin et Colombine. La chorégraphie avait été créée par Niels Bjørn Larsen, alors directeur du Ballet royal danois. Les rôles titres furent interprétés par les danseurs étoiles danois Solveig Oestergaard et Niels Kehlet. Ils furent accompagnés sur scène par les danseurs du Ballet royal.
En 1965, l'entracte consista en deux chansons napolitaines traditionnelles, interprétées par Mario del Monaco : O'Paese d'o sole et 'O sole mio.
En 1966, l'entracte fut fourni par le groupe Les Haricots rouges. Ils interprétèrent deux morceaux de jazz Nouvelle-Orléans.
En 1967, l'entracte fut fourni par les Petits Chanteurs de Vienne, la chorale des jeunes garçons de Vienne. Ils chantèrent deux morceaux classiques : Le Beau Danube bleu et le Land der Berge, Land am Strome, l'hymne national autrichien.
En 1968, pour la toute première fois, l'entracte fut une vidéo touristique. Intitulée Impressions from London, elle consistait en plusieurs prises de vues de la capitale britannique, de jour puis de nuit. Apparurent ainsi à l'écran le palais de Westminster, Big Ben, Tower Bridge, la tour de Londres, le palais de Buckingham, Hyde Park, la cathédrale Saint-Paul, l'abbaye de Westminster, Trafalgar Square et Piccadilly Circus. L'accompagnement musical fut joué en direct par l'orchestre.
En 1969, l'entracte fut à nouveau une vidéo touristique. Intitulée « La España diferente », elle avait été réalisée par Salvador Dalí, directeur artistique de cette édition. Elle était inspirée par le surréalisme et explorait les thèmes des quatre éléments, au travers de vues touristiques de paysages et de monuments espagnols. Apparurent notamment à l'écran l'Alhambra de Grenade et la Sagrada Família. L'accompagnement musical avait été composé par Luis de Pablo.

### 1970-1979
En 1970, pour la toute première fois, l'entracte fut un ballet contemporain. Il fut interprété par les Don Lurio Dancers d’Amsterdam. Il consista en un numéro de danse moderne rythmique, exécuté sur la musique du morceau Rich Man's Frug, tiré de la comédie musicale Sweet Charity.
En 1971, l'entracte fut une vidéo touristique, présentant les Shannon Castle Entertainers. Il s'agit d'un spectacle de danses et de chants irlandais traditionnels, interprété par les groupes folkloriques du Shannon Castle, un parc touristique et un musée vivant fort populaire en Irlande. Furent montrés à l'écran la reconstitution d'un banquet médiéval, un numéro de claquettes et une chasse à courre.
En 1972, l'entracte fut une vidéo intitulée Tatto at Edinburgh Castle. Il s'agissait d'une parade militaire, au son de la cornemuse, effectuée par huit régiments écossais, qui eut lieu sur l'esplanade à l'entrée du château d'Édimbourg. L'événement ne fut pas enregistré spécialement pour le concours : les producteurs réemployèrent simplement une archive vidéo datant de 1968.
En 1973, l'entracte fut fourni par le clown Charlie Rivel. Il fut annoncé par la présentatrice, Helga Guitton, comme « la grande diva Carlotta Rivelo. » Déguisé en cantatrice, vêtu d'une robe rouge à paillettes et d'un gigantesque chapeau coordonné, Charlie Rivel parodia un récital de diva capricieuse. Son pianiste commença par offrir à la diva une rose dont elle ne parvint pas à sentir le parfum. Elle reçut ensuite le couvercle du piano sur la main droite et se mit à pleurer. S'ensuivit une dispute avec le pianiste et un concert de klaxon, émis par l'opulente poitrine de la diva. Il apparut ensuite que celle-ci, n'ayant pas mis de lunettes, ne parvenait pas à déchiffrer sa partition. Le récital débuta enfin, brièvement interrompu par une chute du pianiste, effrayé par un cri de la diva, puis par la perte de la partition, jetée à terre dans un moment d'émotion et lue ensuite à l'envers. La diva finit par se perdre dans ses notes et un de ses seins, par éclater, concluant l'entracte.
En 1974, pour la toute première fois, l'entracte consista en un clip vidéo. Celui-ci mit en scène les Wombles, personnages d’une émission de télévision pour enfants de la BBC ayant l'apparence de souris anthropomorphes. Les Wombles interprétèrent leur chanson, Remember You’re A Womble, tout en déambulant dans Brighton, à la rencontre des enfants de la ville. Une séquence les montra parcourant la rade de la ville en hors-bord. À la fin de la vidéo, un Womble monta sur scène, brandissant une pancarte « Vote for the Wombles ». Il offrit une rose à la présentatrice, Katie Boyle, qui s’exclama : « Well, of course, I’ll never forget I’m a Womble now ! »
En 1975, l'entracte fut une vidéo, intitulée « The World of John Bauer ». Il s'agit d'une succession d'images, parcourant différents tableaux du peintre suédois John Bauer, tous exposés au musée de Jönköping, ville natale de l'artiste. L'accompagnement musical fut interprété en direct par l'orchestre.
En 1976, l'entracte fut fourni par le Dutch Swing College Band, un groupe de jazz néerlandais. Ils interprétèrent plusieurs morceaux instrumentaux, tandis que derrière eux, le décor s'animait. Pour la première fois dans l'histoire du concours, les artistes furent interviewés dans les coulisses, durant l'entracte. Le présentateur Hans von Willigenburg leur posa deux questions, souhaitant savoir s'ils étaient satisfaits de leur prestation et quelle chanson ils préféraient. Tous les artistes se déclarèrent heureux de leur prestation. Catherine Ferry accorda sa faveur au Royaume-Uni. Ruthie Holzman et Braulio avaient trouvé toutes les chansons très belles et ne purent se décider. Waterloo & Robinson penchaient en faveur de la Yougoslavie. Enfin, Pierre Rapsat hésitait entre Monaco, la France, le Portugal et la Grèce.
En 1977, l'entracte fut une vidéo, tournée le jeudi précédant la finale. La BBC avait organisé une sortie pour tous les artistes participants, au restaurant The Cockney, à Londres. Le repas servi fut un fish and chips. La soirée fut animée par Acker Bilk et ses Paramount Jazz Men, qui jouèrent plusieurs morceaux de jazz instrumental. Apparurent à l'écran les Swarbriggs, Ilanit, Anita Skorgan et le groupe Dream Express.
En 1978, l'entracte fut une vidéo rendant hommage au violoniste Stéphane Grappelli à l’occasion de ses soixante ans. Dans la première partie, Grappelli interpréta au violon, un morceau de jazz instrumental intitulé My Heart Stood Still. Il fut accompagné au piano par Oscar Peterson, à la batterie par Kenny Clarke et à la basse par Niels-Henning Ørsted Pedersen. Dans la seconde partie, il interpréta toujours au violon, un morceau classique intitulé Pick Yourself Up. Il fut accompagné au violon par Yehudi Menuhin.
En 1979, pour la toute première fois, l'entracte fut un ballet folklorique. Il fut interprété en direct par le groupe Shalom 79, sur un medley de chansons israéliennes traditionnelles. Il compta cinq tableaux différents, le dernier dansé sur Hevenou Shalom Alekhem. À la fin du spectacle, tous les artistes participants montèrent sur scène, bientôt rejoints par les présentateurs, une première depuis 1961.

### 1980-1989
En 1980, l'entracte fut fourni par le Dutch Rhythm Steel and Show Band, un groupe dont les membres étaient originaires du Suriname et des Antilles néerlandaises. Ils interprétèrent leur titre San Fernando, accompagnés par les Lee Jackson Dancers, tandis que derrière eux, les mobiles du décor demeuraient en mouvement. Comme en 1976, le présentateur Hans van Willigenburg interviewa simultanément les artistes en coulisse. Il parla à Katja Ebstein, Sophie & Magaly, au groupe Prima Donna, à Johnny Logan, Sverre Kjelsberg et Maggie MacNeal. Il leur demanda à tous s’ils devinaient déjà le nom du vainqueur de la soirée. Tous répondirent qu’ils n’en savaient rien.
En 1981, l'entracte fut une vidéo présentant le groupe folklorique Planxty et sa composition Timedance. Parallèle à la vidéo introductive, l'entracte mettait en scène la culture irlandaise au travers des âges et parcourut en trois tableaux, les musiques et danses traditionnelles du pays. La musique avait été conçue spécialement pour l'occasion par Bill Whelan. La chorégraphie était signée Iain Montague et fut interprétée par les danseurs du Dublin City Ballet. Le premier tableau était un reel ; le deuxième, un morceau inédit composé dans le style des harpistes traditionnels ; le troisième, un morceau mettant en exergue l'influence de la musique contemporaine sur la musique folklorique. Après le concours, Timedance atteignit la troisième place des ventes de disques en Irlande.
En 1982, l'entracte fut une vidéo touristique, tournée par la BBC. La première partie présentait des vues de la campagne autour d'Harrogate, ville hôte du concours. La seconde partie montrait les artistes assistant à une réception en costumes XVIIIe, donnée en leur honneur au château Howard. Apparurent notamment à l'écran Arlette Zola, le groupe Bardo, Bill van Dijk, Anita Skorgan, Jahn Teigen, Lucia, Stella Maessen et Elisabeth Andreassen. La réception et la vidéo se conclurent sur un feu d'artifice. L'accompagnement musical fut interprété en direct par l'orchestre.
En 1983, l'entracte fut un ballet contemporain intitulé « Song Contest Ballet ». Il fut mené par la présentatrice, Marlène Charell, et dansé sur la musique de succès internationaux, tous composés par des artistes allemands. Il se conclut sur Strangers In The Night.
En 1984, l'entracte fut fourni par le théâtre Crayonné de Prague, qui décida de rendre hommage aux premiers temps de la télévision. Le spectacle consista en un numéro de mime d'un acteur tentant de maîtriser un cheval fait de corde. Le cheval se transforma pour prendre la forme d'un dromadaire et d'un chien. Lorsque la lumière revint sur scène, il apparut que le cheval était en réalité incarné par six autres comédiens entièrement revêtus de noir et qui s'étaient fondus dans le décor.
En 1985, l'entracte fut fourni par le groupe Guitars Unlimited, composé de Peter Almqvist et d’Ulf Wakenius. Ils interprétèrent à la guitare, accompagnés par l’orchestre, Swedish Evergreens, un pot-pourri de chansons suédoises. Leur prestation fut ponctuée de plusieurs vues de paysages suédois.
En 1986, l'entracte débuta par un clip vidéo, tourné la semaine précédant le concours. La chanteuse Sissel Kyrkjebø et le musicien Steinar Ofsdal en étaient les deux protagonistes principaux. Ils furent montrés, parcourant ensemble les rues et places de Bergen, ville hôte du concours. Ofsdal joua de l'accordéon, de la flûte et du violon. Kyrkjebø chanta un pot-pourri de chansons chères au cœur des habitants de Bergen, intitulé Bergenssangen et débutant par Udsikter fra Ulriken. La vidéo s'acheva sur un coup de canon, dévoilant Kyrkjebø sur la scène. Elle chanta alors en direct Nystemten, puis fut rejointe par Steinar Ofsdal. Tous deux reçurent une ovation debout du public dans la salle.
En 1987, l'entracte fut une vidéo dédiée aux réalisations accomplies par l'Union européenne. L'on y voyait les étoiles du drapeau européen parcourir le continent, à travers ses paysages et ses lieux culturels, tandis qu'en parallèle, des danseurs interprétaient un ballet contemporain. La vidéo débuta et se termina par un plan sur le musicien Marc Grauwels, qui joua, à la flûte, des variations sur le thème musical de la Neuvième Symphonie de Beethoven.
En 1988, l'entracte fut un clip vidéo : Don't go, du groupe de rock irlandais Hothouse Flowers. La réalisation de ce clip avait été subventionnée par la Commission européenne. Il s'agit à l'époque de la vidéo la plus coûteuse jamais produite en Irlande. Les Hothouse Flowers furent filmés dans onze pays européens différents, en train d'interpréter leur chanson. Après le concours, Don't go rencontra un grand succès commercial.
En 1989, l'entracte fut un numéro de cirque interprété par le Suisse Guy Tell. Il s'agit d'un numéro basé sur la légende de Guillaume Tell. À l'aide d'une arbalète, Guy Tell atteignit une cible masquée, coupa une rose, puis un journal et trancha les fils de quatre ballons. Ensuite, il creva d'un seul coup cinq autres ballons. Le final fut particulièrement spectaculaire : Guy Tell fit se déclencher successivement seize arbalètes. Le dernier carreau devait en principe venir se ficher dans une pomme, posée sur sa tête. Mais, lors de l'exécution en direct du numéro, le carreau manqua la pomme. La production avait cependant prévu cette éventualité et fait enregistrer une tentative réussie. Cette dernière fut diffusée en différé, juste après la tentative ratée.

### 1990-1999
En 1990, l'entracte fut une vidéo touristique, intitulée La Yougoslavie change et réalisée par Ivo Laurenčić. Elle présenta les richesses et diversités culturelles de la Yougoslavie. Apparurent notamment à l'écran Split, Piran, Dubrovnik, Sarajevo, Belgrade et Zagreb.
En 1991, l'entracte débuta par une courte vidéo présentant Cinecittà et dans laquelle apparurent quelques stars de cinéma, dont Silvana Mangano, Humphrey Bogart, Ava Gardner et Gérard Depardieu. S'ensuivit un spectacle du prestidigitateur et transformiste Arturo Brachetti. Il apparut successivement en diva, en élégante Belle Époque, en garçonne, en acteur de kabuki et en gentleman en smoking noir, puis blanc. À la fin de son spectacle, Brachetti salua les téléspectateurs en anglais, en français, en espagnol et en italien.
En 1992, l'entracte fut un ballet contemporain, intitulé A Century Of Dance et interprété par les David Johnson Dancers. Ce ballet revisitait les danses du XXe siècle, dans l'ordre chronologique de leur apparition : le hambo, le charleston, le rock 'n' roll, le twist, le disco, le slow et le hip-hop.
En 1993, l'entracte débuta par la reprise de la chanson gagnante de l’année précédente, Why Me?, par Linda Martin. Celle-ci introduisit ensuite Johnny Logan, qui monta sur scène pour chanter Voices, une composition écrite spécialement par lui pour la circonstance. Il fut accompagné par les chœurs de l’École de Musique de Cork et les enfants de Millstreet.
En 1994, l'entracte fut Riverdance, mélange de danses folkloriques irlandaises et de claquettes. À l’origine, la RTÉ avait commissionné le compositeur Bill Whelan, pour qu’il écrive un morceau de musique celtique traditionnelle. La chorégraphie du numéro fut confiée aux champions du monde de danse, Michael Flatley et Jean Butler. Le soir du concours, Riverdance reçut une formidable ovation du public dans la salle. Par la suite, le morceau demeura classé dix-huit semaines dans les hit-parades irlandais et devint le plus grand succès commercial, non seulement de l’édition 1994, mais aussi de tous les numéros d’entracte jamais présentés au concours. Il fut plus tard étendu à spectacle complet qui connut lui aussi un immense succès partout dans le monde et fut vu par des millions de personnes.
En 1995, l'entracte fut une performance vocale, intitulée Lumen. La RTÉ avait commissionné le compositeur Mícheál Ó Súilleabháin pour l'écrire. Celui-ci avait mêlé les traditions irlandaises aux traditions grégoriennes pour ce morceau, qui fut interprété par les moines de l'abbaye de Glenstal et d'autres artistes renommés tels que Brian Kennedy (qui représentera par la suite l'Irlande au concours, en 2006) et Moya Brennan.
En 1996, l'entracte débuta par une vidéo montrant une norvégienne en costume traditionnel, chantant au sommet d’un pic enneigé. S’ensuivirent plusieurs morceaux, classiques ou contemporains, toujours interprétés par les artistes dans des paysages typiques de la Norvège, pays hôte. La caméra revint ensuite sur la scène pour le ballet contemporain Beacon Burning, interprété par l'Oslo Danse Ensemble. Les danseurs furent accompagnés par des magiciens, des jongleurs et des cracheurs de feu. À la fin du ballet, la norvégienne de la vidéo apparut sur scène, pour conclure l’entracte par les mêmes notes sur lesquelles il avait débuté.
En 1997, l'entracte fut interprété par le groupe irlandais Boyzone, accompagné par une dizaine de danseurs. Le morceau, Let The Message Run Free, avait été spécialement écrit pour l’occasion par Ronan Keating, à la fois leader du groupe et présentateur de cette édition du concours.
En 1998, l'entracte fut un pot-pourri chanté et dansé, intitulé Jupiter, The Bringer of Joviality, qui mettait en exergue le multiculturalisme du Royaume-Uni. Furent joués des morceaux inspirés par les cultures anglaise, écossaise, galloise, irlandaise, indienne et zouloue. Apparurent notamment à l'écran la violoniste Vanessa-Mae et la soprano Lesley Garrett. Ce fut la toute dernière fois que de la musique fut interprétée en direct au concours.
En 1999, l'entracte fut une vidéo d'un ballet chanté et dansé, qui prit place sur une esplanade au pied de la Tour de David. Dans la première partie, les danseurs exécutèrent une chorégraphie sur une version remixée du chant traditionnel Dror Yikrah (L’appel de la paix). Dana International apparut ensuite parmi eux et interpréta sa reprise de Free de Stevie Wonder. À la fin de la vidéo, Dana International et tous les danseurs montèrent sur la scène pour saluer le public.

### 2000-2009
En 2000, l'entracte débuta sur un solo de violon, interprété par Caroline Lundgren, premier violon de l'Orchestre Symphonique des Jeunes de Stockholm. S'ensuivit une vidéo intitulée Once Upon a Time Europe Was Covered With Ice, dirigée par Johan Söderberg et produite par John Nordling. L'on y voyait des enfants et des musiciens, filmés dans tous les pays participants, interpréter la partition de Söderberg. En parallèle, étaient montées des scènes de la vie quotidienne. À la fin de la vidéo, Caroline Lundgren réapparut sur la scène avec son violon. Elle fut rejointe par les musiciens de rue de Stockholm, le groupe Bounce. Ensemble, ils interprétèrent un ballet dans le prolongement de la vidéo, accompagnés par les percussions des Strängnäs Drumcorps.
En 2001, l'entracte fut fourni par le groupe danois Aqua. Il débuta par un montage vidéo des clips du groupe. Les membres de celui-ci apparurent alors en scène et chantèrent un medley de leurs principaux succès : Around the World, Barbie Girl, Turn Back Time, My Oh My, Candyman, Doctor Jones et Cartoon Heroes. Pour ce dernier morceau, ils furent rejoints sur scène par le groupe Safri Duo, qui jouèrent un extrait de leur tube Played-A-Live. La chanteuse d'Aqua, Lene Grawford Nystrøm, se fit remarquer en jurant à plusieurs reprises durant sa prestation.
En 2002, l'entracte fut un ballet contemporain, chanté et dansé, évoquant l’histoire de l'Estonie et intitulé Rebirth. Chorégraphié par Teet Kask, le ballet fut interprété par la compagnie de danse Runo et le chœur d'enfants de la télévision publique estonienne.
En 2003, l'entracte fut un clip vidéo présentant les différents genres musicaux en vogue en Lettonie. Y apparurent le groupe traditionnel Iļģi, Brainstorm (qui interpréta A Day Before Tomorrow), Marie N (qui interpréta I Feel Good) et le pianiste Raimonds Pauls.
En 2004, l'entracte de la demi-finale débuta par une courte prestation du ballet Fire of Anatolia (Feu d’Anatolie). S’ensuivit la projection de ABBA : Our Last Video Ever (ABBA : notre toute dernière vidéo). Il s’agissait de célébrer le trentième anniversaire de la victoire du groupe au concours, en 1974. La scène se déroulait à Stockholm, cette année-là. Un imprésario vient auditionner auprès d’un producteur de musique, pour un spectacle de marionnettes animées. Ces dernières étaient à l’image de quatre membres d’ABBA. Après les avoir entendues chanter Take A Chance On Me, Dancing Queen et Waterloo, le producteur refuse de les engager. Découragés, les marionnettes et leur manager reprennent l’ascenseur et croisent à ce moment, les sosies d’ABBA. La vidéo comportait une brève apparition des membres originels du groupe (Benny Andersson, Agnetha Fältskog, Anni-Frid Lyngstad et Björn Ulvaeus), ainsi que de Cher. En outre, toutes les répliques étaient tirées des chansons d'ABBA.
L'entracte de la finale fut le ballet folklorique Fire of Anatolia.
En 2005, l'entracte de la demi-finale fut le ballet contemporain Life, chorégraphié par Irina Mazur et interprété par son groupe, les Mazur Dancers. L'entracte de la finale fut un numéro musical en trois parties. Se succédèrent sur scène l’ensemble de percussions ARS NOVA, le contorsionniste Anatolly Zalevskiy et Ruslana (qui interpréta The Same Star).
En 2006, l'entracte de la demi-finale débuta par la chanson I’m In Love With You, interprétée par le présentateur, Sakis Rouvas. S’ensuivit un ballet folklorique, reprenant des musiques et danses grecques traditionnelles, avec comme élément conducteur la flûte de Pan. L'entracte de la finale débuta sur la chanson Mambo, interprétée par Élena Paparízou. S'ensuivit un ballet contemporain intitulé 4000 mille ans de musique grecque et qui retraçait l'histoire de la culture musicale du pays hôte. Les deux ballets avaient été composés par Dimitris Papadimitriou et chorégraphiés par Fokas Evangelinos.
En 2007, l'entracte de la demi-finale fut un ballet contemporain, interprété par le groupe Tsuumi et qui mettait en scène plusieurs épisodes de la mythologie finlandaise. L'entracte de la finale fut également un ballet contemporain interprété par des danseurs classiques et des acrobates. La bande-son était un medley symphonique de chansons du groupe de heavy metal Apocalyptica.
En 2008, l'entracte de la première demi-finale fut un medley de chansons serbes traditionnelles, interprété par le Metropole Orkest, le chanteur Slobodan Trkulja et l’ensemble Balkanopolis. L'entracte de la deuxième demi-finale fut un ballet contemporain, interprété par les danseurs du Théâtre National de Belgrade. Il s’agissait d’une réinterprétation moderne de danses traditionnelles serbes. L'entracte de la finale fut un autre medley de chansons serbes traditionnelles, interprété par Goran Bregović et son groupe.
En 2009, l'entracte de la première demi-finale fut un medley de chansons populaires russes, interprété par les Chœurs de l'Armée rouge. Ils furent accompagnés par des danseurs et chantèrent notamment Kalinka et Otchi tchornye. À la fin du medley, le groupe t.A.T.u. (qui avait représenté la Russie au concours en 2003 et terminé troisième) apparut et chanta Not Gonna Get Us. L'entracte de la deuxième demi-finale fut un ballet folkloriques interprété par l'Ensemble Igor Moïsseïev. Il s'agissait d'un pot-pourri de danses traditionnelles d'Espagne, de Hongrie, de Bulgarie, de Grèce et de Russie. L'entracte de la finale fut une représentation de l'ensemble argentin Fuerza Bruta. Il s'agissait de numéros exécutés par des acrobates suspendus dans la salle et dans la green room ou placés dans des piscines de plexiglas, elles-mêmes suspendues au-dessus des spectateurs et des délégations.

### 2010-...
En 2010, l'entracte de la première demi-finale fut un montage vidéo, intitulé Human Sounds. Celui-ci remontait aux origines des sons et de la musique des hommes. Furent ainsi montrés des Européens produisant des sons avec leur bouche, des extraits de chants traditionnels et religieux, des morceaux de claquettes, d’opéra, de musique contemporaine. En guise de final, les acteurs, apparus dans le montage et appartenant au Chœur philharmonique d'Oslo et à la Bårdar Dance Academy, montèrent sur scène pour interpréter un ballet contemporain. L'entracte de la deuxième demi-finale fut une vidéo montrant un jeune garçon, Andreas Jakop Palkin, qui suivait la retransmission du concours sur Internet, depuis sa chambre. La présentatrice Nadia Hasnaoui s’adressa directement à lui et lui demanda de la rejoindre sur la scène. La caméra suivit alors Andreas dans son voyage, de chez lui, dans la banlieue de Berlin, jusqu’à la Telenor Arena. La bande-son fut entièrement bruitée par une chorale. Finalement, Andreas monta sur la scène pour y rejoindre la chorale et des danseurs, avec lesquels il interpréta un numéro de breakdance. L'entracte de la finale fut une flash mob, sur la chanson Glow, interprétée par le groupe Madcon et qui réunit des milliers de participants à travers toute l’Europe. La caméra montra tout d’abord le groupe dans la salle, entourés des premiers danseurs. Ensuite, furent présentées des vidéos tournées à L'Alfàs del Pi, Reykjavik, Ljubljana, Göteborg, Vilnius, Londres, Düsseldorf et Dublin. La caméra revint dans la salle et montra tous les spectateurs en train de danser, puis les familles européennes dans leur salon, la princesse Mette-Marit et ses enfants, des danseurs en direct depuis Hambourg et finalement, les participants dans la green room.
En 2011, l'entracte de la première demi-finale fut une prestation du groupe Cold Steel. Il s’agit d’un numéro de fanfare, ponctué d’acrobaties diverses, réalisés par des tambours, des grosses caisses et des danseurs supplémentaires. L'entracte de la deuxième demi-finale fut une prestation du groupe Flying Steps. Il s’agit d’un numéro de breakdance, effectué sur des morceaux remixés de Jean-Sébastien Bach. L'entracte de la finale fut une prestation du chanteur allemand Jan Delay, accompagné de son groupe Disko no 1. Ils interprétèrent ensemble deux chansons de leur répertoire : Oh Jonny et Klar.
En 2012, trois shows : trois entractes... Pour la première demi-finale, l'entracte était assuré par le groupe
rythmique "Natig" ("Natiq" Ritm Qrupu) et l'ensemble de Danse d'Azerbaïdjan (Azərbaycan Dövlət Rəqs Ansamblı). Au début de cette séquence on aperçoit une réplique d'une pierre appelée "Gavaldashi", symbole de la culture musical azerbaïdjanaise. Cette pierre, dont le nom provient du turc "gaval" (tambour) et "dash" (pierre), est une pierre musicale naturelle qui ne se trouve que dans le Gobustan. Dans cette séquence, des instruments plus "conventionnels" sont utilisés : le balaban (nom azéri du doudouk arménien) et le nagara (tambour). L'entracte de la deuxième demi-finale consistait en une performance des cinq derniers vainqueurs de l'Eurovision, accompagnés par des instruments traditionnels azéris. C'est ainsi que Dima Bilan a chanté Believe sous le son d'un balaban, Marija Šerifović a interprété un extrait de « Molitva » sous celui d'un tar. Alexander Rybak était accompagné de son violon et d'une kamancha (vièle à pique rustique) et Lena a entonné Satellite au son d'un saz (luth à manche long). À la fin de la séquence, les quatre chanteurs ont été rejoints par Ell & Nikki et tous ont interprété Waterloo au son de tous les instruments précités. L'entracte de la finale a, quant à lui, mis en vedette Emin, un chanteur azerbaïjannais. Il a interprété un remix (Caspian Mix) d'une chanson extraite de son dernier album, Never Enough. L'introduction musicale contient des extraits de chansons du baryton et compositeur azerbaïdjanais, décédé en 2008, Muslim Magomayev. La performance s'ouvre au son d'une kamancha. Apparaissent ensuite quinze femmes violonistes de l'orchestre de Chambre d'Azerbaïdjan, suivies par deux joueurs de nagara puis d'un joueur de zurna (instrument à vent à anche double de la grande famille des hautbois dont les origines sont turques). Les vingt danseurs d'Emin viennent ensuite se ranger sur la scène pour accueillir le chanteur qui descend du plafond de la salle. Il interprète ensuite sa chanson. Au total, il y avait soixante huit personnes sur scène.
En 2013, l'intervalle de la première demi-finale « Northern Lights » est un hommage aux aurores boréales. Il est mis en musique par Andreas Kleerup et chorégraphié par Fredrik « Benke » Rydman et Jennie Widegren. Celui de la deuxième demi-finale, intitulé « Swedish Pop Voices » fait honneur aux nouveaux talents de la pop suédoise : Darin et Agnes. Ils interprètent chacun deux de leurs tubes : Nobody Knows et So Yours pour Darin, et One Last Time et Release Me pour Agnes. L'intervalle de la finale se compose de plusieurs tableaux. Dans un premier temps, Loreen chante We Got the Power, My Heart Is Refusing Me et Euphoria. Swedishness (vidéo) et Swedish Smörgåsbord (interprété par Petra Mede) se moquent, gentiment, des suédois (rapport à la religion, absence de hiérarchie, folie des files d'attente, etc.). Enfin, Sarah Dawn Finer interprète The Winner Takes It All, juste avant l'annonce des résultats. À noter des interludes avec Lynda Woodruff (personnage créé par Sarah Dawn Finer), qui voyage en Suède du nord au sud et des vidéos sur l'histoire du Concours, intitulées « ESC History ».
Pour 2014, l'entracte de la première demi-finale rend hommage au « Vilain Petit Canard » de Hans Christian Andersen. Il s'agit d'une composition de Mike Sheridan, d'après Bent Fabric. Nous assistons ensuite à une visite guidée de Copenhague (« Copenhagen Tours ») avec Pilou Asbæk, l'un des présentateurs du Concours. Pour la deuxième demi-finale, il y a trois tableaux dont deux consacrés à l'Australie. « Join Us Down Under », à l'image du « Swedish Smörgåsbord » de 2013 fait état des « défauts » des Australiens. Ensuite Jessica Mauboy interprète une chanson inédite Sea Of Flags. Enfin, 26 danseurs de divers pays ont été invités par DR à se produire sur la scène du Concours, sur Calibra 2007, interprété par Natasja Saad, dans une séquence intitulée "Join The Dance". Quant à la finale, ce qui devait être "Eurovision in 2075" a complètement été tronqué et s'est limité à une interprétation de L'Hymne à la joie par Momoland. Ensuite, la chanson gagnante du Concours Eurovision Junior 2013, The Start, a été interprété partiellement par Gaia Gauchi (Malte). Pilou Asbæk nous a ensuite fait visiter le "Museum of Eurovision History". Emmelie de Forest a interprété "Only Teardrops" et "Rainmaker" avec les 26 finalistes. Puis, la vidéo de "12 Point Song" (un hommage au chiffre 12), chanson interprétée par Nikolaj Koppel, Pilou Asbæk et Lise Rønne, a été diffusée. Comme pour 2013, des interludes sont également diffusés : Eurovision Book of Records traite des records du Concours (plus grandes épaulettes, notes la plus haute, note la plus longue, etc.).

## Récapitulatif par année
| Année | Pays hôte   | Diffuseur hôte      | Soirée               | Titre | Interprète(s)                                                                                     | Genre                                                                           |
| ----- | ----------- | ------------------- | -------------------- | --- | ------------------------------------------------------------------------------------------------- | ------------------------------------------------------------------------------- |
| 1956  | Suisse      | RTSI                | Finale               | - | Les Joyeux Rossignols et les Trois Ménestrels                                                     | Morceaux instrumentaux                                                          |
| 1957  | Allemagne   | Hessischer Rundfunk | Finale               | - | -                                                                                                 | -                                                                               |
| 1958  | Pays-Bas    | NTS                 | Finale               | Cielito Lindo                                                                                                 | Metropole Orkest                                                                                  | Morceaux instrumentaux                                                          |
| 1959  | France      | RTF                 | Finale               | - | -                                                                                                 | -                                                                               |
| 1960  | Royaume-Uni | BBC                 | Finale               | - | -                                                                                                 | -                                                                               |
| 1961  | France      | RTF                 | Finale               | Rencontre à Cannes                                                                                            | Tessa Beaumont & Max Bozzoni                                                                      | Ballet classique                                                                |
| 1962  | Luxembourg  | CLT                 | Finale               | - | Achille Zavatta                                                                                   | Pantomime clownesque                                                            |
| 1963  | Royaume-Uni | BBC                 | Finale               | - | Ola et Barbro                                                                                     | Numéro de cirque                                                                |
| 1964  | Danemark    | DR                  | Finale               | Harlequinade                                                                                                  | Ballet royal danois                                                                               | Ballet classique                                                                |
| 1965  | Italie      | RAI                 | Finale               | O'Paese d'o sole 'O Sole Mio                                                                                  | Mario del Monaco                                                                                  | Chansons napolitaines traditionnelles                                           |
| 1966  | Luxembourg  | CLT                 | Finale               | - | Les Haricots Rouges                                                                               | Morceaux jazz                                                                   |
| 1967  | Autriche    | ÖRF                 | Finale               | Le Beau Danube bleu Land der Berge, Land am Strome                                                            | Petits Chanteurs de Vienne                                                                        | Morceaux classiques                                                             |
| 1968  | Royaume-Uni | BBC                 | Finale               | Impressions from London                                                                                       | -                                                                                                 | Vidéo touristique                                                               |
| 1969  | Espagne     | TVE                 | Finale               | La España diferente                                                                                           | -                                                                                                 | Vidéo touristique                                                               |
| 1970  | Pays-Bas    | NOS                 | Finale               | - | Don Lurio Dancers                                                                                 | Ballet contemporain                                                             |
| 1971  | Irlande     | RTÉ                 | Finale               | - | Shannon Castle Entertainers                                                                       | Vidéo de spectacles folkloriques irlandais                                      |
| 1972  | Royaume-Uni | BBC                 | Finale               | Tatto at Edinburgh Castle                                                                                     | Scots Guards                                                                                      | Parade militaire                                                                |
| 1973  | Luxembourg  | CLT                 | Finale               | - | Charlie Rivel                                                                                     | Pantomime clownesque                                                            |
| 1974  | Royaume-Uni | BBC                 | Finale               | Remember You're a Womble                                                                                      | Wombles                                                                                           | Clip vidéo                                                                      |
| 1975  | Suède       | SR                  | Finale               | The World of John Bauer                                                                                       | -                                                                                                 | Vidéo artistique                                                                |
| 1976  | Pays-Bas    | NOS                 | Finale               | - | Dutch Swing College Band                                                                          | Morceaux jazz                                                                   |
| 1977  | Royaume-Uni | BBC                 | Finale               | - | Mr. Acker Bilk et les Paramount Jazz Men                                                          | Clip vidéo                                                                      |
| 1978  | France      | TF1                 | Finale               | My Heart Stood Still Pick Yourself Up                                                                         | Stéphane Grappelli, Oscar Peterson, Kenny Clarke, Niels-Henning Ørsted Pedersen et Yehudi Menuhin | Clip vidéo                                                                      |
| 1979  | Israël      | IBA                 | Finale               | - | Shalom 79                                                                                         | Ballet folklorique                                                              |
| 1980  | Pays-Bas    | NOS                 | Finale               | San Fernando                                                                                                  | Dutch Rhythm Steel and Show Band et Lee Jackson Dancers                                           | Morceau contemporain                                                            |
| 1981  | Irlande     | RTÉ                 | Finale               | Timedance | Planxty                                                                                           | Vidéo de ballets folkloriques                                                   |
| 1982  | Royaume-Uni | BBC                 | Finale               | Vues du Yorkshire et du château Howard                                                                        | -                                                                                                 | Vidéo touristique                                                               |
| 1983  | Allemagne   | ARD                 | Finale               | Song Contest Ballet                                                                                           | Marlène Charell et danseurs                                                                       | Ballet contemporain                                                             |
| 1984  | Luxembourg  | RTL                 | Finale               | - | Théâtre Crayonné de Prague                                                                        | Pantomime                                                                       |
| 1985  | Suède       | SVT                 | Finale               | Swedish Evergreens                                                                                            | Guitars Unlimited                                                                                 | Chansons traditionnelles suédoises                                              |
| 1986  | Norvège     | NRK                 | Finale               | Bergenssangen                                                                                                 | Sissel Kyrkjebø et Steinar Ofsdal                                                                 | Clip vidéo                                                                      |
| 1987  | Belgique    | RTBF                | Finale               | Vues du continent européen                                                                                    | -                                                                                                 | Vidéo commémorative                                                             |
| 1988  | Irlande     | RTÉ                 | Finale               | Don't Go | Hothouse Flowers                                                                                  | Clip vidéo                                                                      |
| 1989  | Suisse      | SSR                 | Finale               | - | Guy Tell                                                                                          | Numéro de cirque                                                                |
| 1990  | Yougoslavie | JRT                 | Finale               | La Yougoslavie change                                                                                         | -                                                                                                 | Vidéo touristique                                                               |
| 1991  | Italie      | RAI                 | Finale               | - | Arturo Brachetti                                                                                  | Numéro de cirque                                                                |
| 1992  | Suède       | SVT                 | Finale               | A Century of Dance                                                                                            | David Johnson Dancers                                                                             | Ballet contemporain                                                             |
| 1993  | Irlande     | RTÉ                 | Finale               | Why Me? Voices                                                                                                | Linda Martin Johnny Logan                                                                         | Morceaux contemporains                                                          |
| 1994  | Irlande     | RTÉ                 | Finale               | Riverdance | Michael Flatley et Jean Butler                                                                    | Ballet folklorique                                                              |
| 1995  | Irlande     | RTÉ                 | Finale               | Lumen | Moines de l'abbaye de Glenstal et autres artistes (dont Brian Kennedy et Moya Brennan)            | Morceaux traditionnels irlandais                                                |
| 1996  | Norvège     | NRK                 | Finale               | Beacon Burning                                                                                                | Oslo Danse Ensemble                                                                               | Ballet contemporain                                                             |
| 1997  | Irlande     | RTÉ                 | Finale               | Let The Message Run Free                                                                                      | Boyzone                                                                                           | Morceau contemporain                                                            |
| 1998  | Royaume-Uni | BBC                 | Finale               | Jupiter, The Bringer of Joviality                                                                             | Divers artistes dont Vanessa-Mae et Lesley Garrett                                                | Ballet contemporain                                                             |
| 1999  | Israël      | IBA                 | Finale               | Dror Yikrah Free                                                                                              | Dana International et danseurs                                                                    | Vidéo de ballet contemporain                                                    |
| 2000  | Suède       | SVT                 | Finale               | Once Upon a Time Europe Was Covered With Ice                                                                  | Caroline Lundgren, Bounce et Strängnäs Drumcorps                                                  | Clip vidéo et ballet contemporain                                               |
| 2001  | Danemark    | DR                  | Finale               | - | Aqua et Safri Duo                                                                                 | Medley contemporain                                                             |
| 2002  | Estonie     | ETV                 | Finale               | Rebirth | Runo et le chœur d'enfants d'ETV                                                                  | Ballet contemporain                                                             |
| 2003  | Lettonie    | LTV                 | Finale               | - | Ilgi, Brainstorm, Marie N, Raimonds Pauls                                                         | Clip vidéo                                                                      |
| 2004  | Turquie     | TRT                 | Demi-finale          | ABBA: Our Last Video Ever                                                                                     | -                                                                                                 | Vidéo commémorative                                                             |
| 2004  | Turquie     | TRT                 | Finale               | - | Fire of Anatolia                                                                                  | Ballet folklorique                                                              |
| 2005  | Ukraine     | NTU                 | Demi-finale          | Life | Mazur Dancers                                                                                     | Ballet contemporain                                                             |
| 2005  | Ukraine     | NTU                 | Finale               | - | ARS NOVA, Anatolly Zalevski et Ruslana                                                            | Ballet contemporain                                                             |
| 2006  | Grèce       | ERT                 | Demi-finale          | I'm In Love With You                                                                                          | Sakis Rouvas                                                                                      | Morceau contemporain                                                            |
| 2006  | Grèce       | ERT                 | Finale               | Mambo 4000 mille ans de musique grecque                                                                       | Élena Paparízou -                                                                                 | Morceau contemporain Ballet contemporain                                        |
| 2007  | Finlande    | YLE                 | Demi-finale          | - | Tsuumi                                                                                            | Ballet contemporain                                                             |
| 2007  | Finlande    | YLE                 | Finale               | - | Apocalyptica et danseurs                                                                          | Ballet contemporain                                                             |
| 2008  | Serbie      | RTS                 | Première demi-finale | - | Metropole Orkest, Slobodan Trkulja et Balkanopolis                                                | Medley de chansons serbes traditionnelles                                       |
| 2008  | Serbie      | RTS                 | Deuxième demi-finale | - | Danseurs du Théâtre National de Belgrade                                                          | Ballet contemporain                                                             |
| 2008  | Serbie      | RTS                 | Finale               | - | Goran Bregović et son groupe                                                                      | Medley de chansons serbes traditionnelles                                       |
| 2009  | Russie      | Perviy Kanal        | Première demi-finale | Kalinka, Otchi tchornye, Not Gonna Get Us                                                                     | Chœurs de l'Armée rouge et t.A.T.u.                                                               | Medley de chansons russes traditionnelles et contemporaines                     |
| 2009  | Russie      | Perviy Kanal        | Deuxième demi-finale | - | Ensemble Igor Moïsseïev                                                                           | Ballet folklorique                                                              |
| 2009  | Russie      | Perviy Kanal        | Finale               | - | Fuerza Bruta                                                                                      | Ballet contemporain                                                             |
| 2010  | Norvège     | NRK                 | Première demi-finale | Human Sounds                                                                                                  | Chœur philharmonique d'Oslo et Bårdar Dance Academy                                               | Clip vidéo et ballet contemporain                                               |
| 2010  | Norvège     | NRK                 | Deuxième demi-finale | - | Andreas Jakop Palkin et danseurs                                                                  | Vidéo et ballet contemporain                                                    |
| 2010  | Norvège     | NRK                 | Finale               | Glow | Madcon                                                                                            | Flash mob                                                                       |
| 2011  | Allemagne   | NDR                 | Première demi-finale | - | Cold Steel                                                                                        | Numéro de fanfare                                                               |
| 2011  | Allemagne   | NDR                 | Deuxième demi-finale | - | Flying Steps                                                                                      | Numéro de breakdance                                                            |
| 2011  | Allemagne   | NDR                 | Finale               | Oh Jonny et Klar                                                                                              | Jan Delay et Disko n°1                                                                            | Morceaux contemporains                                                          |
| 2012  | Azerbaïdjan | İTV                 | Première demi-finale | - | Natig Shirinov's Rhythm Group                                                                     | Ballet folklorique                                                              |
| 2012  | Azerbaïdjan | İTV                 | Deuxième demi-finale | - | Marija Šerifović, Dima Bilan, Alexander Rybak, Lena Meyer-Landrut et Ell & Nikki                  | Medley contemporain                                                             |
| 2012  | Azerbaïdjan | İTV                 | Finale               | Never Enough                                                                                                  | Emin                                                                                              | Morceau contemporain                                                            |
| 2013  | Suède       | SVT                 | Première demi-finale | Northern Lights                                                                                               | Kleerup                                                                                           | Ballet contemporain                                                             |
| 2013  | Suède       | SVT                 | Deuxième demi-finale | Swedish Pop Voices                                                                                            | Darin et Agnes Carlsson                                                                           | Medley contemporain                                                             |
| 2013  | Suède       | SVT                 | Finale               | We Got The Power / My Heart Is Refusing Me / Euphoria Swedishness Swedish Smörgåsbord The Winner Takes Is All | Loreen Petra Mede Sarah Dawn Finer                                                                | Medley contemporain Vidéo humoristique Ballet contemporain Morceau contemporain |
| 2014  | Danemark    | DR                  | Première demi-finale | The Ugly Duckling Copenhagen Tours                                                                            | Mike Sheridan                                                                                     | Ballet contemporain Vidéo humoristique                                          |
| 2014  | Danemark    | DR                  | Deuxième demi-finale | Join Us Down Under Sea of Flags Join The Dance                                                                | Jessica Mauboy                                                                                    | Ballet contemporain Morceau contemporain Ballet contemporain                    |
| 2014  | Danemark    | DR                  | Finale               | L'hymne à la joie Only Teardrops / Rainmaker Museum of Eurovision History / 12 Point song                     | Monoland Emmelie de Forest & finalistes                                                           | Morceau contemporain Vidéos humoristiques                                       |
| 2015  | Autriche    | ÖRF                 | Première demi-finale | Pets in Vienna                                                                                                | -                                                                                                 | Vidéo                                                                           |
| 2015  | Autriche    | ÖRF                 | Deuxième demi-finale | Moments mémorables des procédures de vote                                                                     | -                                                                                                 | Vidéo                                                                           |
| 2015  | Autriche    | ÖRF                 | Finale               | You Are Unstoppable / Firestorm                                                                               | Conchita Wurst                                                                                    | Morceaux contemporains                                                          |
| 2016  | Suède       | SVT                 | Première demi-finale | The Grey People                                                                                               | -                                                                                                 | Ballet contemporain                                                             |
| 2016  | Suède       | SVT                 | Deuxième demi-finale | Man vs Machine                                                                                                | -                                                                                                 | Ballet contemporain                                                             |
| 2016  | Suède       | SVT                 | Finale               | Rock Your Body / Can't Stop The Feeling Love Love Peace Peace Fire In The Rain / Heroes                       | Justin Timberlake Måns Zelmerlöw et Petra Mede Måns Zelmerlöw                                     | Morceaux contemporains Ballet contemporain Morceaux contemporains               |
| 2017  | Ukraine     | NTU                 | Première demi-finale | 1944 & Zamanyly                                                                                               | Jamala                                                                                            | Chansons contemporaines                                                         |
| 2017  | Ukraine     | NTU                 | Deuxième demi-finale | The Children's Courtyard                                                                                      | Apache Crew                                                                                       | Ballet contemporain                                                             |
| 2017  | Ukraine     | NTU                 | Finale               | It's Magical - I Believe In U                                                                                 | Ruslana Onuka Jamala                                                                              | Morceaux contemporains                                                          |

## Ouvertures
L'édition 1959 du concours fut la toute première à bénéficier d'une ouverture. Il s'agit d'une courte vidéo montrant une vue de la ville hôte, Cannes, la nuit. À la mer, succéda la plage, puis la Croisette, les marches du palais des Festivals, la façade du palais et enfin les drapeaux des pays participants, hissés à son sommet. Il y eut ensuite un fondu et un autre plan mouvant, à l'intérieur de la salle. L'on vit successivement la scène, l'orchestre, le public et les cabines des commentateurs.
En 1964, pour la première fois, l'ouverture consista en un numéro musical, interprété en direct par la Garde royale danoise.
En 1970, à la suite du retrait de cinq pays et à la participation de seulement douze autres, les responsables de la télévision publique néerlandaise durent adapter le déroulement du concours. Ce faisant, ils modernisèrent les standards de l’Eurovision et pérennisèrent un format, toujours appliqué à l'heure actuelle. Le concours s’ouvre depuis sur une séquence vidéo, présentant le pays organisateur, la ville hôte du concours et le bâtiment où il déroule.
En 1975, pour la première fois, l'ouverture fut une vidéo humoristique, en plusieurs tableaux, résumant différents stéréotypes sur le pays hôte, la Suède. Furent montrés successivement un homme préhistorique portant la dépouille d'un ours, un Viking traînant sa femme par les cheveux, le roi Gustave II Adolphe mourant à la bataille de Lützen, le comte Axel de Fersen contant fleurette à la reine Marie-Antoinette, des paysans en costume folklorique, un mannequin blond posant en bikini, un supporter regardant un match de hockey sur glace et finalement, un participant à une course de ski. La vidéo se conclut par quelques vues touristiques de Stockholm.
En 1985, pour la première fois, l'ouverture comporta un numéro musical chanté. Après une vidéo montrant des vues touristiques de Göteborg, la caméra dévoila la scène et l’orchestre. Une voix annonça alors : « Ladies and gentlemen, Meine Damen und Herren, mesdames et messieurs, your presenter : Miss Lill Lindfors ! » La présentatrice, Lill Lindfors, descendit l’escalier et s’avança sur la scène. Elle chanta une composition jazz, My Joy is Building Bricks of Music. L'orchestre et le public applaudirent en rythme, durant sa prestation. Ce fut également la première fois dans l’histoire du concours qu’une présentatrice chanta.
En 1988, la télévision publique irlandaise souhaita moderniser le concours, afin d’en renouveler les standards et d’attirer une audience plus jeune. Finalement, l’édition 1988 renouvela profondément le format, le style et l’aspect de l’Eurovision, le faisant entrer dans l’ère de la modernité informatique et numérique. Ainsi, pour la toute première fois, l'ouverture comporta la reprise de la chanson gagnante de l'année précédente. Johnny Logan interpréta donc Hold Me Now, qui lui avait permis de remporter la victoire à Bruxelles, en 1987.
En 1989, lors de l'ouverture, la gagnante de l'année précédente, Céline Dion, chanta en première mondiale, son tout premier titre en anglais, Where Does My Heart Beat Now. Cette prestation retint par la suite l'attention des dirigeants des Studios Disney et permit à Dion de lancer sa carrière dans les pays anglophones.
| Année | Pays hôte   | Diffuseur hôte      | Soirée               | Titre                                               | Interprète(s) | Genre                                        |
| ----- | ----------- | ------------------- | -------------------- | --------------------------------------------------- | --- | -------------------------------------------- |
| 1956  | Suisse      | RTSI                | Finale               | -                                                   | - | -                                            |
| 1957  | Allemagne   | Hessischer Rundfunk | Finale               | -                                                   | - | -                                            |
| 1958  | Pays-Bas    | NTS                 | Finale               | -                                                   | - | -                                            |
| 1959  | France      | RTF                 | Finale               | Vues de Cannes                                      | - | Vidéo                                        |
| 1960  | Royaume-Uni | BBC                 | Finale               | Vues de Londres                                     | - | Vidéo                                        |
| 1961  | France      | RTF                 | Finale               | Vues de Cannes                                      | - | Vidéo                                        |
| 1962  | Luxembourg  | CLT                 | Finale               | Vues de la Villa Louvigny                           | - | Vidéo                                        |
| 1963  | Royaume-Uni | BBC                 | Finale               | Vues de Londres                                     | - | Vidéo                                        |
| 1964  | Danemark    | DR                  | Finale               | -                                                   | Garde royale danoise | Numéro de fanfare                            |
| 1965  | Italie      | RAI                 | Finale               | -                                                   | Orchestre de la RAI | Morceaux instrumentaux                       |
| 1966  | Luxembourg  | CLT                 | Finale               | Vues de Luxembourg                                  | - | Vidéo                                        |
| 1967  | Autriche    | ÖRF                 | Finale               | Vues de la Großer Festsaal der Wiener Hofburg       | - | Vidéo                                        |
| 1968  | Royaume-Uni | BBC                 | Finale               | Vues du Royal Albert Hall                           | - | Vidéo                                        |
| 1969  | Espagne     | TVE                 | Finale               | Vues du Teatro Real                                 | - | Vidéo                                        |
| 1970  | Pays-Bas    | NOS                 | Finale               | Vues d'Amsterdam                                    | - | Vidéo                                        |
| 1971  | Irlande     | RTÉ                 | Finale               | Vues de Dublin                                      | - | Vidéo                                        |
| 1972  | Royaume-Uni | BBC                 | Finale               | Vues d'Édimbourg                                    | - | Vidéo                                        |
| 1973  | Luxembourg  | CLT                 | Finale               | Vues de Luxembourg                                  | - | Vidéo                                        |
| 1974  | Royaume-Uni | BBC                 | Finale               | Vues de Brighton                                    | - | Vidéo                                        |
| 1975  | Suède       | SR                  | Finale               | Histoire de la Suède                                | - | Vidéo                                        |
| 1976  | Pays-Bas    | NOS                 | Finale               | Vues de La Haye                                     | - | Vidéo                                        |
| 1977  | Royaume-Uni | BBC                 | Finale               | Vues du Royaume-Uni                                 | - | Vidéo                                        |
| 1978  | France      | TF1                 | Finale               | Vues de Paris                                       | - | Vidéo                                        |
| 1979  | Israël      | Jérusalem           | Finale               | Vues de Jérusalem                                   | - | Vidéo                                        |
| 1980  | Pays-Bas    | NOS                 | Finale               | Vues de La Haye                                     | - | Vidéo                                        |
| 1981  | Irlande     | RTÉ                 | Finale               | Histoire de l'Irlande                               | - | Vidéo                                        |
| 1982  | Royaume-Uni | BBC                 | Finale               | Where is Harrogate?                                 | - | Vidéo                                        |
| 1983  | Allemagne   | ARD                 | Finale               | Vues de l'Allemagne                                 | - | Vidéo                                        |
| 1984  | Luxembourg  | RTL                 | Finale               | Vues du Luxembourg                                  | - | Vidéo                                        |
| 1985  | Suède       | SVT                 | Finale               | My Joy Is Building Bricks Of Music                  | Lill Lindfors | Morceau jazz                                 |
| 1986  | Norvège     | NRK                 | Finale               | Welcome To Music                                    | Åse Kleveland | Morceau classique                            |
| 1987  | Belgique    | RTBF                | Finale               | Breathless                                          | Viktor Lazlo | Morceau contemporain                         |
| 1988  | Irlande     | RTÉ                 | Finale               | Hold Me Now                                         | Johnny Logan | Chanson gagnante                             |
| 1989  | Suisse      | SSR                 | Finale               | Ne partez pas sans moi Where Does My Heart Beat Now | Céline Dion | Chanson gagnante Morceau contemporain        |
| 1990  | Yougoslavie | JRT                 | Finale               | Zagreb : ville de musique                           | - | Vidéo                                        |
| 1991  | Italie      | RAI                 | Finale               | Celebration Insieme: 1992 Non ho l'età              | Sarah Carlson Toto Cutugno Gigliola Cinquetti                                                                           | Clip vidéo Chanson gagnante Chanson gagnante |
| 1992  | Suède       | SVT                 | Finale               | All The Reasons To Live                             | Carola | Morceau contemporain                         |
| 1993  | Irlande     | RTÉ                 | Finale               | Histoire d'Eochaid Airem et Étain                   | - | Vidéo                                        |
| 1994  | Irlande     | RTÉ                 | Finale               | -                                                   | Macnas | Théâtre de rue                               |
| 1995  | Irlande     | RTÉ                 | Finale               | 40 ans de l'Eurovision                              | - | Vidéo                                        |
| 1996  | Norvège     | NRK                 | Finale               | Heaven Is Not For Saints                            | Morten Harket | Morceau contemporain                         |
| 1997  | Irlande     | RTÉ                 | Finale               | Vainqueurs de l'Eurovision                          | - | Vidéo                                        |
| 1998  | Royaume-Uni | BBC                 | Finale               | Vues de Birmingham                                  | - | Vidéo                                        |
| 1999  | Israël      | IBA                 | Finale               | Vues de Jérusalem                                   | - | Vidéo                                        |
| 2000  | Suède       | SVT                 | Finale               | Vues de la Suède                                    | - | Vidéo                                        |
| 2001  | Danemark    | DR                  | Finale               | Fly on the Wings of Love Walk Right Back            | Olsen Brothers | Chanson gagnante Morceau contemporain        |
| 2002  | Estonie     | ETV                 | Finale               | Everybody                                           | Tanel Padar et Dave Benton                                                                                              | Chanson gagnante                             |
| 2003  | Lettonie    | LTV                 | Finale               | Lettonie, planète fleurie                           | - | Vidéo                                        |
| 2004  | Turquie     | TRT                 | Demi-finale          | -                                                   | Derviches tourneurs | Ballet folklorique                           |
| 2004  | Turquie     | TRT                 | Finale               | Everyway That I Can Leave                           | Sertab Erener | Chanson gagnante Morceau contemporain        |
| 2005  | Ukraine     | NTU                 | Demi-finale          | -                                                   | Forces armées ukrainiennes, Ensemble A-6 et Diezel DJ Power                                                             | Ballet contemporain                          |
| 2005  | Ukraine     | NTU                 | Finale               | Heart On Fire                                       | Ruslana | Morceau contemporain                         |
| 2006  | Grèce       | ERT                 | Demi-finale          | Chansons gagnantes Love Shine a Light               | Dieux de l'Olympe Maria Menounos & Sakis Rouvas                                                                         | Medley                                       |
| 2006  | Grèce       | ERT                 | Finale               | The Song Of Life My Number One                      | Foteini Darra Élena Paparízou                                                                                           | Ballet contemporain Chanson gagnante         |
| 2007  | Finlande    | YLE                 | Demi-finale          | -                                                   | Saana Koivisto et danseurs                                                                                              | Ballet contemporain                          |
| 2007  | Finlande    | YLE                 | Finale               | Hard Rock Hallelujah                                | Lordi | Chanson gagnante                             |
| 2008  | Serbie      | RTS                 | Première demi-finale | Video Killed A Radio Star                           | Slobodan Salijevic Orkestar                                                                                             | Ballet contemporain                          |
| 2008  | Serbie      | RTS                 | Deuxième demi-finale | Serbia for beginners                                | Ensemble national serbe Kolo                                                                                            | Ballet contemporain                          |
| 2008  | Serbie      | RTS                 | Finale               | Molitva Tell Me Why                                 | Marija Šerifović | Chanson gagnante Morceau contemporain        |
| 2009  | Russie      | Perviy Kanal        | Première demi-finale | Fairy Tale                                          | Jumelles Tolmachevy | Conte de fées                                |
| 2009  | Russie      | Perviy Kanal        | Deuxième demi-finale | -                                                   | Quartet Terem, ensemble Kostroma, Forces Aériennes Russes et ensemble Art Dogs                                          | Medley contemporain                          |
| 2009  | Russie      | Perviy Kanal        | Finale               | L'Enfant Prodigue Believe                           | Cirque du Soleil Dima Bilan                                                                                             | Numéro de cirque Chanson gagnante            |
| 2010  | Norvège     | NRK                 | Première demi-finale | -                                                   | - | -                                            |
| 2010  | Norvège     | NRK                 | Deuxième demi-finale | -                                                   | - | -                                            |
| 2010  | Norvège     | NRK                 | Finale               | Fairytale                                           | Alexander Rybak | Chanson gagnante                             |
| 2011  | Allemagne   | NDR                 | Première demi-finale | -                                                   | - | -                                            |
| 2011  | Allemagne   | NDR                 | Deuxième demi-finale | -                                                   | - | -                                            |
| 2011  | Allemagne   | NDR                 | Finale               | Satellite                                           | Stefan Raab & Lena Meyer-Landrut                                                                                        | Chanson gagnante                             |
| 2012  | Azerbaïdjan | İTV                 | Première demi-finale | -                                                   | - | -                                            |
| 2012  | Azerbaïdjan | İTV                 | Deuxième demi-finale | -                                                   | - | -                                            |
| 2012  | Azerbaïdjan | İTV                 | Finale               | Running Scared                                      | Ell & Nikki | Chanson gagnante                             |
| 2013  | Suède       | SVT                 | Première demi-finale | Euphoria                                            | Loreen & les enfants de Malmö                                                                                           | Chanson gagnante                             |
| 2013  | Suède       | SVT                 | Deuxième demi-finale | -                                                   | Urban Orchestra | Ballet contemporain                          |
| 2013  | Suède       | SVT                 | Finale               | We Write the Story                                  | Avicii | Morceau contemporain                         |
| 2014  | Danemark    | DR                  | Première demi-finale | Only Teardrops                                      | Emmelie de Forest & The Choir of Europe                                                                                 | Chanson gagnante                             |
| 2014  | Danemark    | DR                  | Deuxième demi-finale | Jalousie, Tango Tzigane                             | - | Ballet contemporain                          |
| 2014  | Danemark    | DR                  | Finale               | Défilé des nations                                  | Finalistes | Défilé                                       |
| 2015  | Autriche    | ÖRF                 | Première demi-finale | Rise Like a Phoenix                                 | Conchita Wurst & l'Orchestre symphonique de la radio de Vienne                                                          | Chanson gagnante                             |
| 2015  | Autriche    | ÖRF                 | Deuxième demi-finale | -                                                   | - | -                                            |
| 2015  | Autriche    | ÖRF                 | Finale               | Building Bridges                                    | Conchita Wurst, Mirjam Weichselbraun, Alice Tumler, Arabella Kiesbauer et l'Orchestre symphonique de la radio de Vienne | Morceau contemporain                         |
| 2016  | Suède       | SVT                 | Première demi-finale | Heroes                                              | Måns Zelmerlöw | Chanson gagnante                             |
| 2016  | Suède       | SVT                 | Deuxième demi-finale | The Story of Eurovision                             | Petra Mede & Måns Zelmerlöw                                                                                             | Ballet contemporain                          |
| 2016  | Suède       | SVT                 | Finale               | Défilé des nations                                  | Finalistes | Défilé                                       |
| 2017  | Ukraine     | NTU                 | Première demi-finale | Spinning                                            | Monatik | Morceau contemporain                         |
| 2017  | Ukraine     | NTU                 | Deuxième demi-finale | Medley de l'Eurovision                              | Oleksandr Skichko & Volodymyr Ostapchuk                                                                                 | Morceaux contemporains                       |
| 2017  | Ukraine     | NTU                 | Finale               | Défilé des nations                                  | Finalistes | Défilé                                       |